# مقاطعة سان أوغستين (تكساس)
مقاطعة سان أوغستين (بالإنجليزية: San Augustine  County)‏ هي إحدى المقاطعات في ولاية تكساس، الولايات المتحدة الأمريكية.